# Somvarpet
Somvarpet is een panchayatdorp in het district Kodagu van de Indiase staat Karnataka. 

## Demografie
Volgens de Indiase volkstelling van 2001 wonen er 7.218 mensen in Somvarpet, waarvan 50% mannelijk en 50% vrouwelijk is. De plaats heeft een alfabetiseringsgraad van 75%.